# Айия-Эффимия
Айи́я-Эффими́я, также Аги́я-Эвфими́я (греч. Αγία Ευφημία) — деревня и порт в Греции. Расположена на высоте 78 метров над уровнем моря, на востоке острова Кефалинии, в бухте города Сами, в 17 километрах к северо-востоку от Аргостолиона. Входит в общину (дим) Сами в периферийной единице Кефалиния в периферии Ионические острова. Население 432 жителя по переписи 2011 года. Название получила от одноимённой церкви (Святой Евфимии, супруги Юстина I).

## Сообщество Айия-Эффимия
В местное сообщество Айия-Эффимия входят четыре населённых пункта и 12 островов. Население 600 жителей по переписи 2011 года. Площадь сообщества 25,697 квадратных километров.
| Населённый пункт     | Население (2011), человек |
| -------------------- | ------------------------- |
| Айия-Эффимия         | 432                       |
| Апаса (остров)       | 0                         |
| Дракопулата          | 18                        |
| Йироварис (остров)   | 0                         |
| Калойирос (остров)   | 0                         |
| Ламбринос (остров)   | 0                         |
| Модио (остров)       | 0                         |
| Ксиропотамос         | 4                         |
| Петалас (остров)     | 0                         |
| Пистрос (остров)     | 0                         |
| Прасо (остров)       | 0                         |
| Сорос (остров)       | 0                         |
| София (остров)       | 0                         |
| Ферендината          | 146                       |
| Филипос (остров)     | 0                         |
| Цакалонисио (остров) | 0                         |

## Население
| Год  | Население, человек |
| ---- | ------------------ |
| 1991 | 210                |
| 2001 | 362                |
| 2011 | ↗ 432              |